# Olossá
Olossá, na mitologia iorubá, é a divindade das lagoas, é uma lagoas africana. Olossá é  sensível e zelosa. É filha de Orungã com Iemanjá, mãe de Ajé Salugá. Ganhou de Olocum o poder de governar os lagos que desembocam nos mares. Ligada a Oxum e Nanã, veste-se de verde-claro e suas contas são branco cristal. É a Iemanjá mais velha da terra de Ebadô, não há iniciados no Brasil. Oloxá é também considerada esposa/irmã de Olocum. Seus mensageiros são os crocodilos. Na Iorubalândia, é adorada nas Lagoas e Lagos que precedem à costa Atlântica. Alí é onde são levadas suas oferendas. Se os crocodilos as consumirem, o Orixá as aceitou. É cultuada no Brasil na Lagoa do Abaeté, Salvador, Bahia juntamente com Iemanjá que também é considera Orixá dos Lagos.